# Sébastien Rome
Pour les articles homonymes, voir Rome (homonymie).
Sébastien Rome, né le 12 octobre 1978 à Nîmes, est un homme politique français, député de la 4e circonscription de l'Hérault de 2022 à 2024.

## Biographie
Licencié en philosophie, Sébastien Rome est professeur des écoles puis directeur d'école.
Il est élu député de la quatrième circonscription de l'Hérault en juin 2022. Il devient membre de la commission des Finances de l'Assemblée nationale.
Il se définit comme « socialiste jauressien » et souhaite être un « défenseur des territoires périphériques, trop souvent oubliés en termes d'aides à l'emploi, accès à la santé et à la culture ».
À la suite des élections anticipée de juillet 2024, il est candidat à sa réélection mais est battu par Manon Bouquin, la candidate du Rassemblement national, qui le devance de 778 voix (sur 79 594 bulletins exprimés), malgré le désistement sans consigne de vote du candidat Horizons/Ensemble Jean-François Eliaou.

## Résultats électoraux

### Élections législatives
| Année | Parti  | Parti | Circonscription | 1er tour | 1er tour | 1er tour | 2d tour | 2d tour | 2d tour | Issue |
| Année | Parti  | Parti | Circonscription | Voix     | %        | Rang     | Voix    | %       | Rang    | Issue |
| ----- | ------ | ----- | --------------- | -------- | -------- | -------- | ------- | ------- | ------- | ----- |
| 2022  |        | LFI   | 4e de l'Hérault | 16 841   | 28,06    | 1er      | 26 291  | 50,65   | 1er     | Élu   |
| 2024  | 28 171 | LFI   | 4e de l'Hérault | 33,00    | 2e       | 39 408   | 49,51   | 2d      | Battu   |       |

### Élections départementales
| Année | Parti | Parti | Canton | Binôme         | 1er tour | 1er tour | 1er tour | 2d tour | 2d tour | 2d tour | Issue |
| Année | Parti | Parti | Canton | Binôme         | Voix     | %        | Rang     | Voix    | %       | Rang    | Issue |
| ----- | ----- | ----- | ------ | -------------- | -------- | -------- | -------- | ------- | ------- | ------- | ----- |
| 2021  |       | GRS   | Lodève | Julia Mignacca | 1 357    | 21,29    | 3e       |         |         |         | Battu |